# Eragrostis crateriformis
Eragrostis crateriformis är en gräsart som beskrevs av Michael Lazarides. Eragrostis crateriformis ingår i släktet kärleksgrässläktet, och familjen gräs. Inga underarter finns listade i Catalogue of Life.